# Johann Jakob Biedermann
Johann Jakob Biedermann (auch Bidermann; * 7. August 1763 in Winterthur, Kanton Zürich; † 10. April 1830 in Aussersihl (heute Stadtteil von Zürich)) war ein Schweizer Maler, Grafiker und Radierer.

## Leben und Werk

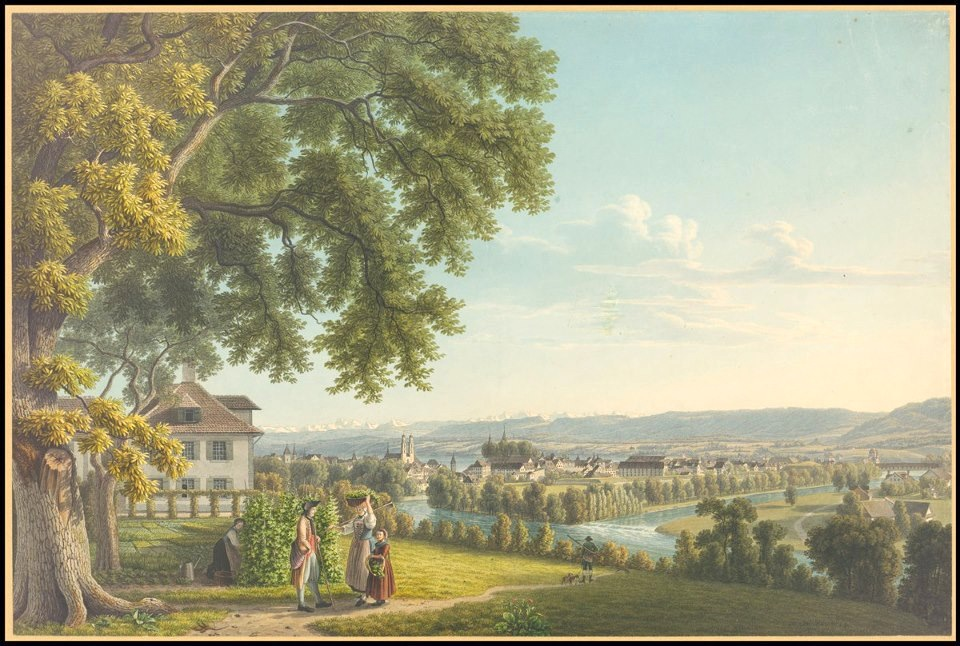
Blick auf Zürich (1796)

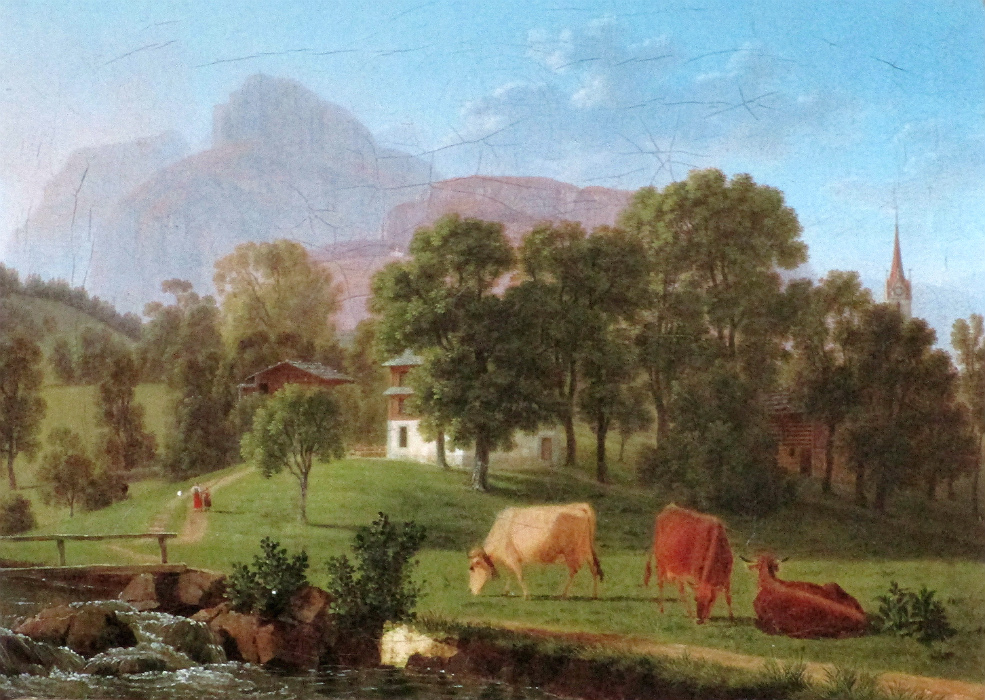
Ingenbohl (Kanton Schwyz)

Biedermann bekam seinen ersten Zeichenunterricht bei Johann Rudolf Schellenberg in Winterthur. Ab 1778 war er Schüler des Landschafts- und Tiermalers Heinrich Rieter in Bern. Dort war er zunächst als Zeichenlehrer und Porträtist tätig. Um 1783 hielt er sich in Lausanne und Genf auf. Der Einmarsch der französischen Truppen 1798 zwang Biedermann, seine künstlerische Tätigkeit zeitweise zu unterbrechen.
Ab 1796 erfolgte die graphische Darstellung der Hauptorte der alten Eidgenossenschaft in zwei Serien zu je 15 Blatt. 1801 hielt er sich zu erneuten Studien in Zürich, 1802 in Paris und von 1802 bis 1807 in Konstanz auf, wo er Porträts und Landschaften malte und von Ignaz Heinrich von Wessenberg gefördert wurde. 1807 reiste er nach Frankfurt am Main. Von 1807 bis 1814 war er in Basel, von 1814 bis 1824 erneut in Konstanz ansässig. Seine letzten drei Lebensjahre verbrachte er in Aussersihl, einer damals noch eigenständigen Gemeinde, welche heute zu Zürich gehört.
Biedermann malte zahlreiche Ölbilder, vor allem Landschaften, aber auch Genre- und Kostümbilder sowie 1801 zwei Gefechtsstücke. Daneben schuf er ein umfangreiches grafisches Werk.